# Robert Gits
Robert Joseph Gits (Izegem, 23 maart 1886 - Oostende, 20 mei 1971) was een Belgisch senator.

## Levensloop
Gits behaalde de graad van doctor in de rechten en van doctor in de geschiedenis (1910) aan de Katholieke Universiteit Leuven, met een proefschrift over de kerkhervormingen van Jozef II. 
Groothandelaar geworden, werd hij een voorman van de neutrale middenstandsbeweging tijdens het interbellum. Hij was de spilfiguur van de Onpartijdige Middenstandsbond van Izegem, werd onafhankelijk gemeenteraadslid in Izegem (1921-1936), stichter-voorzitter van de partij Burgerstrijd (1933-1936) en rexistisch senator (1936-1939).
Hij nam in Izegem de handel in meststoffen en cichorei over van zijn vader Constant Gits, die ook politiek actief was en in 1903, samen met zijn broer de arts Jules Gits en met kolenhandelaar Joseph Seynaeve, een groep van ontevreden middenstanders had bijeengebracht, misnoegd over het gemeentelijk fiscaal beleid gevoerd door de katholieke meerderheid en over de commerciële activiteiten van de lokale landbouwersgilde. Gits en Seynaeve werden in 1907 verkozen tot gemeenteraadsleden en in 1911 veroverde hun lijst zelfs vijf zetels. De oorlog verlamde hun activiteiten. 
Na de Eerste Wereldoorlog werkte de clan Gits-Seynaeve verder. Na de parlementsverkiezingen van 1919 werd een Onpartijdige Middenstandsbond opgericht, met een eigen maandblad, "De Vlegel", wat later omgedoopt in "De Middenstand". De gemeenteraadsverkiezingen van 1921 waren eerder ontgoochelend voor de groep. Robert Gits nam de volledige op zich van de Izegemse groep, die beschikte over een eigen lokaal, feestzaal, koor en toneelgroep en aan de leden een uitgebreide dienstverlening aanbood. In 1926 werd hij herkozen als gemeenteraadslid.  
Vanaf 1932 begonnen Gits en zijn Izegemse middenstandsbond campagne te voeren tegen de arbeiderscoöperative Welvaart, tegen de Boerenbond en tegen de christelijke middenstandsbeweging. Gits werkte daarvoor samen met de Vrije Burgersbond van Brugge. De stapsgewijze radicalisering van zijn groep en de politieke kronkelweg die hijzelf aflegde, waren kenschetsend voor de evolutie van sommige Belgische middenstandsorganisaties in de jaren 1930.
In oktober 1932 begon Gits aan de vorming van een Partij van Burgers- en Boerenbelangen (BBB). Hij werd hiervan weerhouden door Gustaaf Sap die hem beloften deed. In mei 1933 oordeelde Gits dat Sap en de West-Vlaamse christelijke middenstandsorganisatie hun beloften niet hielden en stichtte dan maar zijn eigen partij onder de naam Burgerstrijd. Hij stichtte afdelingen in Kortrijk, Roeselare, Tielt, Brugge, Oostende, Veurne, Poperinge en natuurlijk in Izegem. In november 1933 werd een partijafdeling (Action Civique) gesticht in Henegouwen, onder de leiding van Raymond Lefèbvre uit La Louvière, de voorzitter van de lokale Association des Commerçants. 
Als prominente voorman van de neutrale middenstandsbeweging in Vlaanderen trachtte Gits invloed te verwerven in de provinciale Kamers van Ambachten en Neringen en in de Hoofdkas voor Klein Beroepskrediet. Zijn organisatie poogde de machtsbasis van de christelijke middenstandsbeweging te ondergraven en vond tot op zekere hoogte gehoor in de conservatieve vleugel van de katholieke partij, wat niet zou blijven vanaf het ogenblik dat zijn organisatie radicaliseerde. 
Nadat hij in de jaren twintig had geijverd voor een wettelijk handelaarsstatuut en voor een 'officiële wettelijke bedrijfsordening van de burgerij', evolueerde hij vanaf 1934 in antiparlementaire en antidemocratische richting. Hij kwam op 'voor een regering van extraparlementairen met aan het hoofd een daadkrachtige man, onafhankelijk van de partijen en van de financiële machten'. De nieuwe staatsordening in Duitsland interesseerde hem. 'Burgerstrijd' ondervond beïnvloeding vanwege extreemrechtse formaties, zoals het Nationaal Legioen, het Corporatief Verbond van Joris Diels, Naco van Charles Somville en vooral het Verdinaso van Joris Van Severen. 
Vanaf 1935 werd een radicaler politieke koers ingeslagen. Burgerstrijd nam de leiding in dit radicaliseringsproces. Op het congres van de partij in Izegem werden de bruggen met de traditionele partijen opgeblazen. Op het volgende congres in Brugge op 15 september 1935 besloten de 150 aanwezigen dat de partij tijdens de komende verkiezingen, alleen of in kartel, zou opkomen in alle arrondissementen waar dat enigszins mogelijk was, met als doel de "val van het parlementair regiem en de komst van het vrij corporatieve staatsregiem der sociale rechtvaardigheid".  
In plaats echter van met Burgerstrijd naar de verkiezingen te trekken, koos Gits in 1936 voor Rex. Bij de wetgevende verkiezingen voerde hij de lijst van Rex aan in het arrondissement Kortrijk-Roeselare. Hij werd echter niet verkozen, maar werd provinciaal senator voor Rex in de provincie Brabant. Hij doekte Burgerstrijd op om volledig op te gaan in Rex. Bij de verkiezingen van 1939 voerde hij opnieuw de lijst aan, maar haalde nog nauwelijks een zesde van de stemmen die hij in 1936 had behaald. Begin van de oorlog nam hij nog deel aan de oprichting van de Vlaamse Arbeidsorde, de gezamenlijke sociale organisatie van het VNV en Rex-Vlaanderen. Nadien verdween hij in de anonimiteit.